# Karl Gutzkow
Karl Ferdinand Gutzkow (ur. 17 marca 1811 w Berlinie, zm. 16 grudnia 1878 we Frankfurcie nad Menem) – niemiecki pisarz i dziennikarz; przedstawiciel Młodych Niemiec.

## Życiorys
Gutzkow pochodził z rodziny ubogiego murarza, zarabiającego na życie na posadzie stajennego u księcia Wilhelma Pruskiego. W latach 1821–1829 uczęszczał do gimnazjum we Friedrichswerder, a następnie zapisał się na Uniwersytet Humboldtów w Berlinie, gdzie studiował filologię, teologię i prawo.

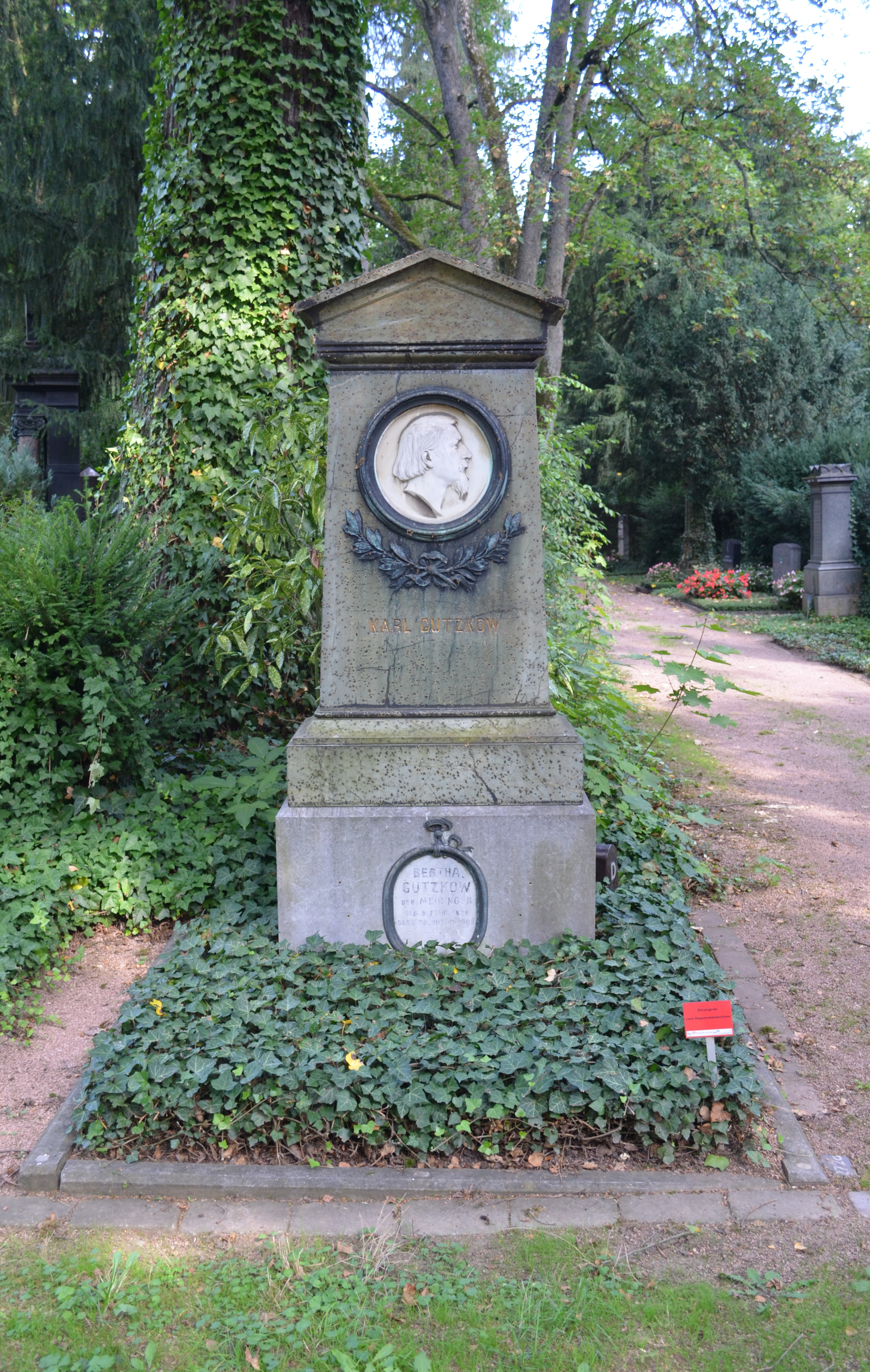
Grób we Frankfurcie nad Menem

Jeszcze jako student rozpoczął Gutzkow 1831 wydawanie czasopisma „Forum der Journal-Literatur”. Następnie współpracował z różnymi czasopismami. 1832 wydał Listy wariata do wariatki (Briefe eines Narren an eine Närrin), w październiku tegoż roku zakazane przez pruską cenzurę. W powieści Maha Guru 1833 rozgrywającej się rzekomo w Tybecie nawiązywał do stosunków w Niemczech, szczególnie w Prusach.
W 1836 r. Gutzkow spędził miesiąc w więzieniu za „spotwarzanie religii”.
W 1839 r. wystawiono we Frankfurcie pierwszy dramat Gutzkowa Richard Savage. W 1842 r. spotkał się w Paryżu z George Sand. W 1843 r. uchylono zapis cenzury na jego dzieła. W 1846 r. został dramaturgiem teatru dworskiego (Hoftheater) w Dreźnie, gdzie spędził następne 15 lat. W 1852 r. Gutzkow rozpoczął spór z krytykami literatury Julianem Schmidtem i Gustavem Freytagiem, zwolennikami „programowego realizmu”.
W 1861 r. przeniósł się do Weimaru, gdzie został sekretarzem generalnym Niemieckiej Fundacji im. Schillera.
W 1865 r. wskutek depresji usiłował popełnić samobójstwo. W końcu 1869 r. przeprowadził się do Berlina. W 1873 r. wystąpiły objawy paranoi. W 1877 r. zamieszkał we Frankfurcie. Zmarł w 1878 r. we śnie wskutek zaczadzenia.

## Literatura
- Ute Promies: Karl Gutzkow – Romanautor und kritischer Pädagoge. Bielefeld: Aisthesis Verl. 2003. ISBN 3-89528-388-6.